# Polina Komar
Polina Dmitrievna Komar (in russo Полина Дмитриевна Комар?; Mosca, 4 novembre 1999) è una sincronetta russa, campionessa olimpica ai Giochi di Tokyo 2020 nella gara a squadre per ROC e cinque volte campionessa iridata con la squadra della Russia.

## Carriera
A livello giovanile Komar ha fatto parte della squadra russa juniores vincendo la medaglia d'oro nel libero combinato agli Europei di Fiume 2016 e ai successivi Mondiali di Kazan' 2016.
Nel 2017 entra a far parte delle titolari della Nazionale maggiore, laureandosi campionessa mondiale con la squadra della Russia ai campionati di Budapest. In occasione di Glasgow 2018 disputa pure i suoi primi campionati europei, ottenendo altri due primi posti nei programmi tecnico e libero della gara a squadre.
Ha rappresentato ROC ai Giochi olimpici di Tokyo 2020, dove ha vinto la medaglia d'oro nella gara a squadre.

## Palmarès

### Per ROC
- Giochi olimpici

Tokyo 2020: oro nella gara a squadre.

### Per la Russia
- Mondiali

Budapest 2017: oro nella gara a squadre (programma tecnico e libero).
Gwangju 2019: oro nella gara a squadre (programma tecnico e libero) e nel libero combinato.
- Europei

Glasgow 2018: oro nella gara a squadre (programma tecnico e libero).
- Mondiali giovanili

Kazan' 2016: oro nel libero combinato.
- Europei giovanili

Fiume 2016: oro nel libero combinato.

## Onorificenze

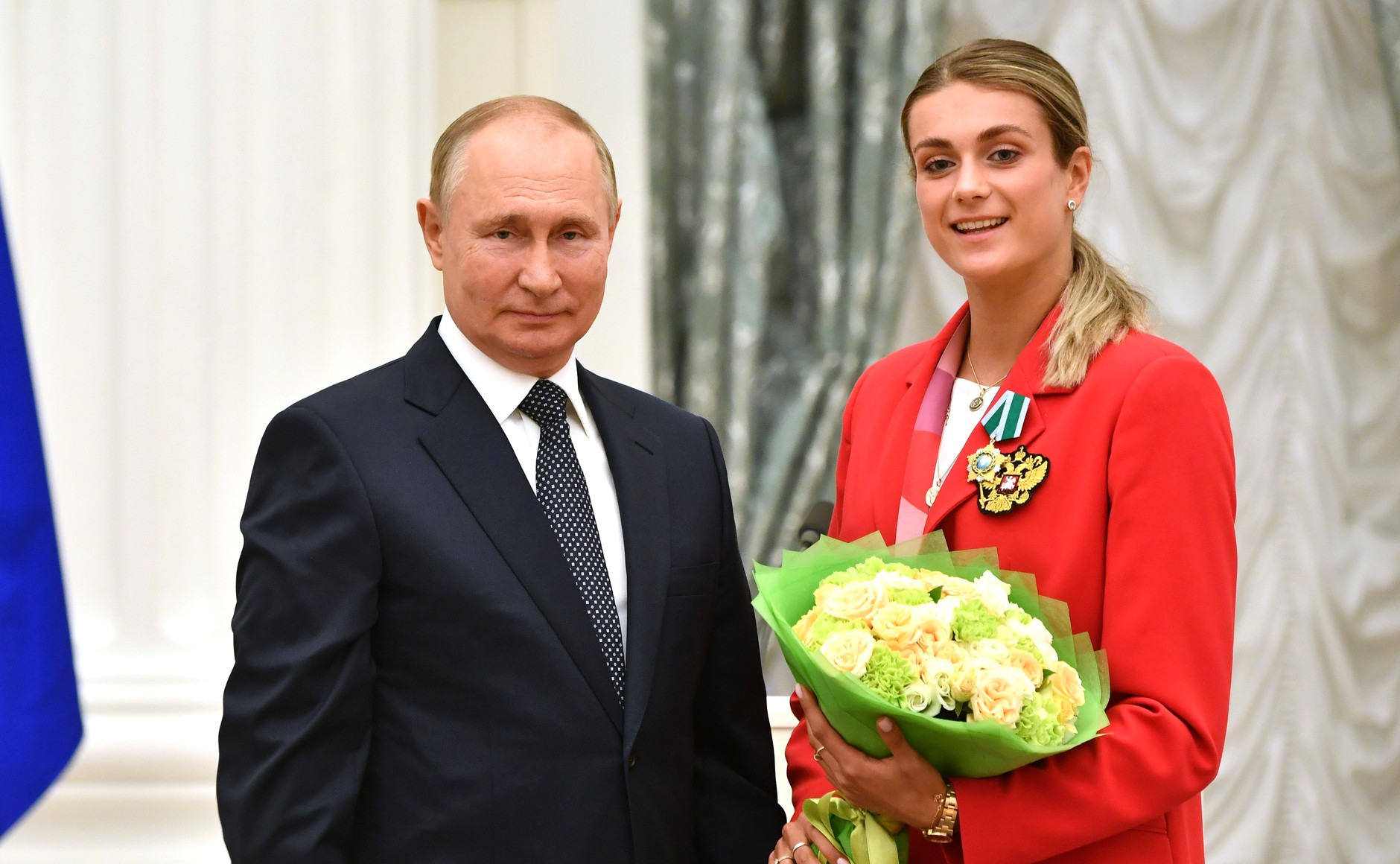
Komar e il presidente russo Putin alla cerimonia per l'assegnazione dell'ordine dell'Amicizia, 2021.